# Кралупи-над-Влтавоу
Кралупи-над-Влтавоу[уточнить] (чеш. Kralupy nad Vltavou, бывш. нем. Kralup an der Moldau) — город в Чехии, муниципалитет с расширенными полномочиями в районе Мельник Среднечешского края, на реке Влтаве. Железнодорожный узел.
Химическая (производство синтетического каучука, нефтеперерабатывающий завод) и пищевая промышленность. Машиностроение.

## История
Первое письменное сообщение о поселке Кралупы над Влтавой относится к 1253 году, когда он находился во владении пражского госпиталя св. Франтишека, принадлежавшего Рыцарскому ордену св. Креста с Красной Звездой. Во владении указанного ордена поселок оставался, с определёнными перерывами, до 1848 года. После окончания Тридцатилетней войны в Кралупах осталось всего 2 участка - Ржепека *Řepkův) и Шестака (Šestákův). Население постепенно увеличивалось с течением времени. В 1730 г. насчитывалось 15 построек. Деревня не появлялась в газетах до 1838 года.
Во второй половине XIX века (в 1850 - 1884 гг. ) поселок Кралупы стал важным железнодорожным узлом на трассе Прага-Дрезден, а также и важным перегрузочным пунктом для перевозки угля из города Кладно по реке Влтаве. Это все  привело сюда и первых промышленников: началось развитие легкой и металлообрабатывающей промышленности, появились верфи и химический завод, сахарные заводы (1869 г.), пивоваренный завод (1872 г.), Влтаванский моторный завод (1879 г.), кирпичный завод Маснера и завод по переработке смолы (1893 г.), печной завод и завод шестерен (1896 г.). для производства насосов (1899 г.), спиртзавода (1902 г.), создание завода по производству трехколесных велосипедов (1913 г.), были свои скотобойни.
Первый этап перерождения в город завершился в 1881 году, когда Кралупам был присвоен статус городка (после визита императора Франца-Иосифа I)  и вручён герб города в 1884 году. Чтобы получить звание города, Кралупам нужна была собственная церковь. Монсеньор Эдуард Терш (Eduard Tersch) сделал крупное финансовое пожертвование городу в размере 50 000 золотых монет (2/3 стоимости). Он также подарил орган. В 1895 году был построен костёл и создан приход. И, наконец, 22.11.1902 Кралупам был присвоен статус города.
В 1919 году мэром стал Йозеф Ваничек, который способствовал перерождению Кралуп из более крупной деревни, не имевшей даже собственного административного здания, в современный город, это он описывает в своем автобиографическом произведении под названием «Воспоминания». Он также позаботился о создании новой ратуши (1922 г.). Однако одним из его самых больших достижений является строительство автомобильного моста через Влтаву в 1928 году. Строительство было спроектировано архитектором Иржи Крохой. Однако город был в долгах через строительство и поэтому за переход по мосту платили от 5 пенни до 2 крон.
Как и в предыдущие десятилетия, продолжается развитие города (например, кинотеатр «Сокол» 1920 г.), создание заводов (завод авиационных охладителей 1930 г.) и соединение окрестных деревень с Кралупами (Лобечек, Миковице). Знаменательным событием является строительство гимназии в 1930 году. Кралупы также были районным центром до 1960 года
Самым трагическим событием в истории города является налет союзных ВВС США на город 22 марта 1945 г. Целью налета был нефтеперерабатывающий завод. Однако после воспламенения остатков нефти в одной из башен НПЗ дым окутал весь город, а остальные бомбы упали вслепую, в том числе и на жилые кварталы. Всего во время рейда на Кралупы было разрушено более 100 зданий и почти тысяча из них повреждена, разрушены железнодорожная сеть, канализация, линии электропередач, дороги и многое другое. Но самыми большими были жертвы среди людей. Погибло 245 человек, из них 145 чехов. Это один из самых разрушенный город Чехии в этой войне. Кралупы были освобождены советской армией во главе с генералом Рыбалеком 9 мая 1945 года.
1 июня 1963 года был введен в строй химический завод по производству синтетического каучука Каучукский завод (ныне «Синтос»). Позже был построен нефтеперерабатывающий завод. Наряду с развитием промышленности происходит приток новых жителей, что вынуждает строить новые панельные жилые комплексы. Был построен железобетонный пешеходный мост. через реку Влтаву (1996 г.).
В 2002 году произошло наводнение в городе, на стене костёла есть отметка уровня воды. Был затоплен весь центр города.

## Транспорт
железнодорожный узел на трассе Прага-Дрезден, автобусы

## Спорт в округе
в Кралупах: крытый бассейн, зимний стадион, зал для сквоша
крытый бассейн с тренажёрным залом в посёлке Цукровар
теннисные корты в Лобечке
верховая езда в Турсеке и Голубицах.

## Достопримечательности и округа
- Городской музей
- Храм Вознесения Девы Марии и св. Вацлава конца XIX (Снаружи установлены 2 мемориальные доски: жертвам налета 1945 года и высоте воды во время наводнения 2002 года)
- Бывшая синагога №88. Это одна из немногих сохранившихся синагог в Чехии. Построенный в 1873 году, он служил своему назначению до 1942 года.
- готический храм св. Якова Большего в селе Минице также с конца XIV века, который был в 1888 году перестроен в стиле неоренессанса
- памятник Бравому солдату Швейку – бронзовая скульптура работы Альберта Краличека изображает литературного героя, сидящим с собакой на скамейке (внешность которого заимствована у актёра Рудольфа Грушинского, исполнившего роль Швейка в фильме 1956 г)
- железобетонный дорожный мост с тремя арками через реку Влтаву, построенный в период 1926–1928 г.г., мост им. Масарика.
- арочный железнодорожный мост длиной в 275 метров, построенный в 1964 году, который пока остается единственным своего рода мостом в Чехии
- родительский дом Антонина Дворжака (Antonína Dvořáka)
- Мемориальная доска жертвам налета на Кралупы, находится снаружи на западной стене костёла, установлена в 2000 г. по случаю 55-й годовщины рейда (состоялся 22 марта 1945 г.), автор Й. Хвозденский. Содержит стихи Дж. Зайферта (J. Seifert)
- развалины крепости Окорж
- Левый Градец - резиденция первых князей династии Пржемысловичей и место строительства первого костёла в Чехии
- Долинек - родительский дом поэта Витезслава Галека,
- гора Ржип, где, согласно легенде, останавливался со своим родом праотец Чехии
- барочный замок в поселке Велтрусы,
- замок в стиле ренессанс в поселке Нелагозевес
- уникальный лёссовый обрыв Земехи или холм Гостибейк

## Развлечения
Кинотеатр, временные выставки, концерты, проводимые в доме культуры «KASS»

## Известные личности
– художник Иржи Карс Georges Kars (1880–1945), один из представителей так называемой Парижской школы
– поэт Ярослав Сейферт Jaroslav Seifert (1901–1986), единственный чешский лауреат Нобелевской премии по литературе
– пионер чешского языкознания Jan Křestitel Jodl Kralupský
– художник Josef Holub
– исследователь Prokopem Filipem и основатель кралупского музея
–  Мемориальная доска почетным гражданам города (слева от главного входа, похороненных на местном кладбище, автор Ю. Гвозденский -J. Hvozdenský)

## Население
| 1869    | 1880    | 1890    | 1900    | 1910    | 1921    | 1930    | 1930    | 1950    | 1950    | 1961    | 1961    |
| ------- | ------- | ------- | ------- | ------- | ------- | ------- | ------- | ------- | ------- | ------- | ------- |
| 3317    | ↗5200   | ↗5761   | ↗7743   | ↗9549   | ↗9612   | ↘9587   | ↗10 960 | ↘10 558 | ↘9408   | ↗11 629 | ↘11 166 |
| 1970    | 1970    | 1980    | 1980    | 1991    | 1991    | 2001    | 2014    | 2016    | 2017    | 2018    | 2019    |
| ↗14 898 | ↘14 461 | ↗17 928 | ↘17 528 | ↗17 934 | →17 934 | ↘17 506 | ↗17 802 | ↗17 987 | ↗18 079 | ↗18 100 | ↗18 194 |
| 2020    | 2021    | 2021    | 2022    | 2023    | 2024    |         |         |         |         |         |         |
| ↗18 388 | ↗18 485 | ↘18 375 | ↘18 189 | ↗18 770 | ↗18 782 |         |         |         |         |         |         |

## Города-побратимы

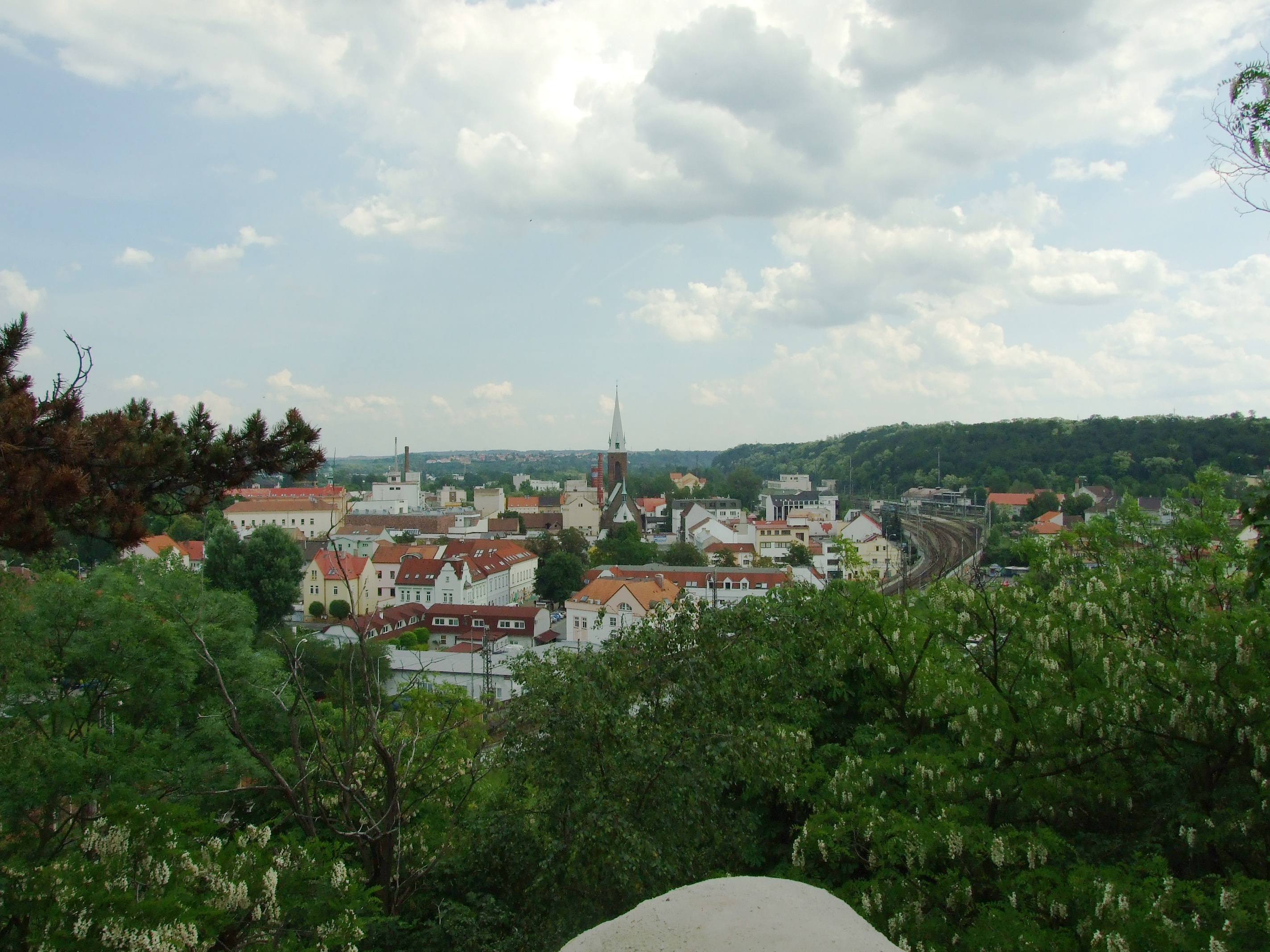

- Икаст, Дания
- Комарно, Словакия
- Ле-Пертю[вд], Франция
- Хеннигсдорф, Германия
- Шабац, Сербия

## Религия
Среди верующих большинство составляют члены Римско-католической церкви. Действуют также православная община.

### Религиозные сооружения
Костел  Nanebevzetí Panny Marie a sv. Václava (Palackého nám)
Православная церковь Chrám Záštity Přesvaté Bohorodice - Покрова Пресвятой Богородицы (U Hřbitova )
Синагога (ulici S. K. Neumanna jako čp. 88) не действует ныне